# Bibliografia utworów Roberta Silverberga
Niniejsza lista obejmuje publikacje Roberta Silverberga (ur. 1935), amerykańskiego pisarza  i redaktora znanego głównie z twórczości w dziedzinie science fiction. Autor publikował pod wieloma pseudonimami, m.in. Calvin M. Knox, Ivar Jorgenson, David Osborne (m.in. wszystkie powieści erotyczne).

## PlanetaMajipoor(inne języki)
powieści:
- Zamek lorda Valentaine'a(inne języki) (Lord Valentine’s Castle, 1980), w Polsce w 1995 r.
- Kroniki Majipooru (Majipoor Chronicles, 1982), w Polsce w 1996 r.
- Valentine Pontifex (Valentine Pontifex, 1983), w Polsce w 1998 r.
- Góry Majipooru (The Mountains of Majipoor, 1995), w Polsce w 1998 r.
- Czarnoksiężnicy Majipooru (Sorcerers of Majipoor, 1997), w Polsce w 1999 r.
- Lord Prestimion (Lord Prestimion, 1999), w Polsce w 2010 r.
- Król snów (King of Dreams, 2001), w Polsce w 2010 r.

opowiadania:
- Siódma świątynia (The Seventh Shrine, 1998) – wyszło w antologii Legendy (Legends) pod redakcją R. Silverberga
- Księga zmian (The Book of Changes, 2003) – wyszło w antologii Legendy II (Legends II) pod redakcją R. Silverberga
- The Sorcerer’s Apprentice (2004)

## Powieści

### Fantastyka
- Revolt on Alpha C (1954)
- Starman's Quest (1956)
- The Thirteenth Immortal (1956)
- The Dawning Light (1957), wraz z Randallem Garrettem
- Master of Life and Death (1957)
- The Shrouded Planet (1957), wraz z Robertem Randallem (pseudonim Randalla Garretta)
- Aliens from Space (1958), pod pseudonimem David Osborne
- Collision Course (1958)
- Invaders from Earth (1958)
- Invisible Barriers (1958), pod pseudonimem David Osborne
- Lest We Forget Thee, Earth (1958), pod pseudonimem Calvin M. Knox
- Starhaven (1958), pod pseudonimem Ivar Jorgensen
- Stepsons of Terra lub Shadow on the Stars (1958)
- The Planet Killers (1959)
- The Plot Against Earth (1959), pod pseudonimem Calvin M. Knox
- Lost Race of Mars (1960)
- Frontier Lawyer (1961), pod pseudonimem Lawrence L. Blaine
- Round the Clock at Volari's (1961), pod pseudonimem W.R. Burnett
- Recalled to Life (1962)
- The Seed of Earth (1962)
- One of Our Asteroids Is Missing (1963), pod pseudonimem Calvin M. Knox
- The Silent Invaders (1963)
- Time of the Great Freeze (1963)
- Regan's Planet (1964)
- Conquerors from the Darkness (1965)
- The Mask of Akhnaten (1965)
- The Gate of Worlds (1967)
- Planet of Death (1967)
- Ciernie (Thorns, 1967), w Polsce w 1991 roku
- Those Who Watch (1967)
- The Time Hoppers (1967)
- To Open the Sky (1967)
- Człowiek w labiryncie (The Man in the Maze, 1968), w Polsce w 1973 roku
- Maski czasu (The Masks of Time lub Vornan-19, 1968), w Polsce w 1994 roku
- World’s Fair 1992 (1968)
- Across a Billion Years (1969)
- W dół do ziemi (Downward to the Earth, 1969), w Polsce w 1990 roku
- Skrzydła nocy (Nightwings, 1969) w Polsce wydane  w 2017 roku przez wyd. MAG, w serii „Artefakty"
- Three Survived (1969)
- To Live Again (1969)
- Prądy czasu (Up the Line, 1969), w Polsce w 1997 roku
- Stacja Hawksbilla (Hawksbill Station lub The Anvil of Time, 1970), w Polsce w 2008 roku (razem z Człowiekiem w labiryncie)
- Wieża światła (Tower of Glass, 1970), w Polsce w 1994 roku
- The Second Trip (1971)
- Son of Man (1971)
- Czas przemian (A Time of Changes, 1971), w Polsce w 1992 roku
- Zamknięty świat (The World Inside, 1971), w Polsce w 1997 roku
- Księga czaszek (The Book of Skulls, 1972), w Polsce w 1992 roku
- Umierając żyjemy (Dying Inside, 1972), w Polsce w 1993 roku
- Stochastyk (The Stochastic Man, 1975), w Polsce w 1993 roku
- Shadrach in the Furnace (1976)
- Pan Ciemności (Lord of Darkness, 1983), w Polsce w 2022 roku
- Gilgamesh the King (1984)
- Tom O’Bedlam (Tom O’Bedlam, 1985), w Polsce w 1994 roku
- Czas trzeciego wiatru (Star of Gypsies, 1986), w Polsce w 1999 roku
- Program „Wahadło” (Project Pendulum, 1987), w Polsce w 1994 roku
- At Winter's End (1988)
- The Queen of Springtime lub The New Springtime (1989)
- Letters from Atlantis (1990)
- The Mutant Season (1990), wraz z Karen Haber
- Nastanie nocy (Nightfall, 1990), współautorstwo Isaaca Asimova – w Polsce w 1993 roku
- To the Land of the Living (1990)
- Oblicza wód (The Face of the Waters, 1991), w Polsce w 1995 roku
- Thebes of the Hundred Gates (1991)
- Królestwa Ściany (Kingdoms of the Wall, 1992)
- Pozytronowy człowiek (The Positronic Man, 1992), współautorstwo Isaaca Asimova – w Polsce w 1998 roku
- Brzydki mały chłopiec (The Ugly Little Boy, 1992), współautorstwo Isaaca Asimova – w Polsce w 1994 roku
- Hot Sky at Midnight (1994)
- Starborne (1996)
- The Alien Years (1997)
- Długa droga do domu (The Longest Way Home, 2001), w Polsce w 2005 roku
- Roma Eterna (2003), w Polsce w 2009 roku

### Erotyka
- Love Nest (1958), pod pseudonimem Loren Beauchamp
- And When She Was Bad lub Unwilling Sinner (1959), pod pseudonimem Loren Beauchamp
- Another Night, Another Love (1959), pod pseudonimem Loren Beauchamp
- Campus Love Club lub Campus Sex Club (1959), pod pseudonimem David Challon
- Connie (1959), pod pseudonimem Loren Beauchamp
- French Sin Port lub Rogue of the Riviera (1959), pod pseudonimem David Challon
- Gang Girl (1959), pod pseudonimem Don Elliott
- Immoral Wife lub Henry's Wife (1959), pod pseudonimem Gordon Mitchell
- Love Addict (1959), pod pseudonimem Don Elliott
- Suburban Sin Club (1959), pod pseudonimem David Challon
- Thirst for Love (1959), pod pseudonimem David Challon
- Twisted Love (1959), pod pseudonimem Mark Ryan
- Unwilling Sinner (1959), pod pseudonimem Loren Beauchamp
- Streets of Sin [1] (1959), pod pseudonimem Mark Ryan
- The Bra Peddlers (1960), pod pseudonimem John Dexter
- Buchanan on the Prod (1960), pod pseudonimem Jonas Ward
- The Flesh Peddlers (1960), pod pseudonimem Don Elliott
- The Hot Beat (1960), pod pseudonimem Stan Vincent
- The Illicit Affair and Other Stories (1960), pod pseudonimem Mark Ryan
- The Lecher (1960), pod pseudonimem Don Elliott
- Passion Trap lub Carnal Cage (1960), pod pseudonimem Don Elliott
- Sin on Wheels lub The Instructor (1960), pod pseudonimem Don Elliott
- Mistress of Sin lub Depravity Town (1960), pod pseudonimem Don Elliott
- Lesbian Love (1960), pod pseudonimem Maureen Longman
- Meg lub All the Best Beds (1960), pod pseudonimem Loren Beauchamp
- Mistress of Sin (1960), pod pseudonimem Don Elliott
- Naked Holiday (1960), pod pseudonimem Don Elliott
- Party Girl (1960), pod pseudonimem Don Elliott
- Passion Trap (1960), pod pseudonimem Don Elliott
- Nurse Carolyn lub Registered Nympho (1960), pod pseudonimem Loren Beauchamp
- Sex Jungle (1960), pod pseudonimem Don Elliott
- Sin Girls (1960), pod pseudonimem Maureen Longman
- Sin on Wheels [1] (1960), pod pseudonimem Don Elliott
- Stripper! (1960), pod pseudonimem John Dexter
- Suburban Affair (1960), pod pseudonimem David Challon
- Summertime Affair (1960), pod pseudonimem Don Elliott
- The Wild Party (1960), pod pseudonimem Ray McKensie
- Woman Chaser (1960), pod pseudonimem Don Elliott
- Sex Thieves (1961), pod pseudonimem John Dexter
- Sin Club (1961), pod pseudonimem Don Elliott
- The Fires Within (1961), pod pseudonimem Loren Beauchamp
- Sin Cruise (1961), pod pseudonimem Don Elliott
- Sin Festival (1961), pod pseudonimem John Dexter
- The Sinful Ones lub Every Night in Rome (1961), pod pseudonimem Don Elliott
- Streets of Sin (2) (1961), pod pseudonimem Don Elliott
- Wild Divorcee (1961), pod pseudonimem Don Elliott
- Lust Goddess lub The Temptress (1961), pod pseudonimem Don Elliott
- Lust Queen (1961), pod pseudonimem Don Elliott
- The Lust Seekers (1961), pod pseudonimem Don Elliott
- Sin on Wheels (2) lub Orgy on Wheels (1961), pod pseudonimem Loren Beauchamp
- Backstage Sinner (1961), pod pseudonimem Don Elliott
- Convention Girl (1961), pod pseudonimem Don Elliott
- Expense Account Sinners (1961), pod pseudonimem Don Elliott
- Wayward Widow (1962), pod pseudonimem Loren Beauchamp
- Hotrod Sinners (1962), pod pseudonimem Don Elliott
- Kept Man (1962), pod pseudonimem Don Elliott
- Lust Captive (1962), pod pseudonimem Don Elliott
- Lust Cat (1962), pod pseudonimem Don Elliott
- Lust Cult lub None But the Wicked (1962), pod pseudonimem Don Elliott
- Lust for Two (1962), pod pseudonimem Don Elliott
- Lust Lord (1962), pod pseudonimem Don Elliott
- Lust Market (1962), pod pseudonimem Don Elliott
- The Lust Plotters (1962), pod pseudonimem John Dexter
- No Lust Tonight (1962), pod pseudonimem Don Elliott
- The Orgy Boys (1962), pod pseudonimem Don Elliott
- Passion Bum (1962), pod pseudonimem John Dexter
- Passion Thieves (1962), pod pseudonimem Don Elliott
- Roadhouse Girl (1962), pod pseudonimem Don Elliott
- Sex Fury (1962), pod pseudonimem Don Elliott
- Sexteen (1962), pod pseudonimem Don Elliott
- Shame House (1962), pod pseudonimem Don Elliott
- Sin Bait (1962), pod pseudonimem Don Elliott
- Sin Kin (1962), pod pseudonimem Don Elliott
- Sin Quest (1962), pod pseudonimem Don Elliott
- Sin Sick (1962), pod pseudonimem Don Elliott
- Strange Delights (1962), pod pseudonimem Loren Beauchamp
- Three Sinners (1962), pod pseudonimem Don Elliott
- The Wife Traders (1962), pod pseudonimem Loren Beauchamp
- Wild Flesh (1962), pod pseudonimem Don Elliott
- Dial O-R-G-Y (1963), pod pseudonimem Dan Eliot
- Flesh Flames (1963), pod pseudonimem Dan Eliot
- Lust Crew (1963), pod pseudonimem Don Elliott
- Lust Lover (1963), pod pseudonimem Dan Eliot
- Nurse Carolyn (1963), pod pseudonimem Loren Beauchamp
- Nympho (1963), pod pseudonimem Dan Eliot
- Passion Patsy (1963), pod pseudonimem Don Elliott
- Sex Bait (1963), pod pseudonimem Don Elliott
- Sex Bum (1963), pod pseudonimem Don Elliott
- Sin Crazed (1963), pod pseudonimem Don Elliott
- Sin Doll (1963), pod pseudonimem Don Elliott
- Sin Hellion (1963), pod pseudonimem Dan Eliot
- Sin Made (1963), pod pseudonimem Don Elliott
- Sin Mates (1963), pod pseudonimem Dan Eliot
- Sin Servant (1963), pod pseudonimem Don Elliott
- Beatnik Wanton (1964), pod pseudonimem Don Elliott
- Black Market Shame (1964), pod pseudonimem Don Elliott
- Flesh Bride (1964), pod pseudonimem Don Elliott
- Flesh Lesson (1964), pod pseudonimem Don Elliott
- Flesh Melody (1964), pod pseudonimem Don Elliott
- Flesh Pawns (1964), pod pseudonimem Don Elliott
- Flesh Prize (1964), pod pseudonimem Don Elliott
- The Flesh Seekers (1964), pod pseudonimem Don Elliott
- Flesh Taker (1964), pod pseudonimem Don Elliott
- Gutter Road (1964), pod pseudonimem Don Elliott
- Lust Bums (1964), pod pseudonimem Don Elliott
- Lust League (1964), pod pseudonimem Don Elliott
- Lust Set (1964), pod pseudonimem Don Elliott
- Lust Spree (1964), pod pseudonimem Don Elliott
- Orgy Isle (1964), pod pseudonimem Don Elliott
- Orgy Maid (1964), pod pseudonimem Don Elliott
- Passion Pair (1964), pod pseudonimem Don Elliott
- Passion Partners (1964), pod pseudonimem Don Elliott
- Passion Trio (1964), pod pseudonimem Paul Hollander
- Pickup (1964), pod pseudonimem Don Elliott
- Shameless (1964), pod pseudonimem Don Elliott
- Sin Bin (1964), pod pseudonimem Don Elliott
- Sin Circuit (1964), pod pseudonimem Don Elliott
- Sin Partners (1964), pod pseudonimem Don Elliott
- Sin Service (1964), pod pseudonimem Don Elliott
- Switch Trap (1964), pod pseudonimem Don Elliott
- Wanton Web (1964), pod pseudonimem Don Elliott
- Alternate Wife (1965), pod pseudonimem Don Elliott
- Carnal Carnival (1965), pod pseudonimem Don Elliott
- Escape to Sindom (1965), pod pseudonimem Don Elliott
- Flesh Bigamist (1965), pod pseudonimem Don Elliott
- Flesh Boarder (1965), pod pseudonimem Don Elliott
- Flesh Cry (1965), pod pseudonimem Don Elliott
- Les Floozies (1965), pod pseudonimem Loren Beauchamp
- Good Girl, Bad Girl (1965), pod pseudonimem Don Elliott
- Lust Doomed (1965), pod pseudonimem Don Elliott
- Lust Finale (1965), pod pseudonimem Don Elliott
- Naked She Died (1965), pod pseudonimem Don Elliott
- The Nite Lusters (1965) pod pseudonimem Don Elliott
- Nudie Packet (1965), pod pseudonimem Don Elliott
- Of Shame Reborn (1965), pod pseudonimem Don Elliott
- Only the Depraved (1965), pod pseudonimem Don Elliott
- Orgy Slaves (1965), pod pseudonimem Don Elliott
- Passion Killer (1965), pod pseudonimem Don Elliott
- Passion Peeper (1965), pod pseudonimem Don Elliott
- The Shame Protector (1965), pod pseudonimem Don Elliott
- Shame Scheme (1965), pod pseudonimem Don Elliott
- Sin for Solace (1965), pod pseudonimem Don Elliott
- Sin Kill (1965), pod pseudonimem Don Elliott
- Sin Spin (1965), pod pseudonimem Don Elliott
- The Sin Switch (1965), pod pseudonimem Don Elliott
- Sin Warped (1965), pod pseudonimem Don Elliott
- The Sins of Seena (1965), pod pseudonimem Don Elliott
- Teaser (1965), pod pseudonimem Don Elliott
- The Winning of Mickey Free (1965), pod pseudonimem W.R. Burnett
- Would-Be Sinner (1965), pod pseudonimem Don Elliott
- The Young Wantons (1965), pod pseudonimem Don Elliott
- All on Sunday (1966), pod pseudonimem Don Elliott
- Big Blast (1966), pod pseudonimem Don Elliott
- Campus Traders (1966), pod pseudonimem Don Elliott
- Cousin Lover (1966), pod pseudonimem Don Elliott
- Diary of Desire (1966), pod pseudonimem Don Elliott
- Every Bed Her Own (1966), pod pseudonimem Don Elliott
- The Gay Girls (1966), pod pseudonimem Don Elliott
- Initiates (1966), pod pseudonimem Don Elliott
- Lust Demon (1966), pod pseudonimem Don Elliott
- Passion Barons (1966), pod pseudonimem Paul Hollander
- One Night Stand (1966), pod pseudonimem Don Elliott
- Pain Lusters (1966), pod pseudonimem Don Elliott
- Take My Wife (1966), pod pseudonimem Don Elliott
- The Virtuous Ones (1966), pod pseudonimem Don Elliott
- Diary of a Dyke (1967), pod pseudonimem Don Elliott
- Flesh Fever (1967), pod pseudonimem Don Elliott
- Flesh Tryst (1967), pod pseudonimem Don Elliott
- Those Who Lust (1967), pod pseudonimem Don Elliott
- The Wanton West (1967), pod pseudonimem Don Elliott
- Jungle Street (1973), pod pseudonimem Don Elliott
- Fifteen Nights of Love (1973), pod pseudonimem Don Elliott
- The Man Collector (1973), pod pseudonimem Don Elliott
- Nowhere Girl (1973), pod pseudonimem Don Elliott
- The Flesh Merchants (1973), pod pseudonimem Don Elliott

### Pozostałe
- Company Girl (1959), pod pseudonimem Mark Ryan
- Treasures Beneath the Sea (1960)
- Bruce of the Blue Nile (1961)
- Sex Fiend (1961), pod pseudonimem L.T. Woodward
- The Single Girl (1961), pod pseudonimem Walter C. Brown
- First American Into Space (1961)
- Sex and Hypnosis (1961), pod pseudonimem L.T. Woodward
- Sir Winston Churchill (1961), pod pseudonimem Edgar Black
- 1001 Answers to Vital Sex Questions (1962), pod pseudonimem L.T. Woodward
- 90% of What You Know About Sex Is Wrong (1962), pod pseudonimem L.T. Woodward
- Sex in Our Schools (1962), pod pseudonimem L.T. Woodward
- The Deceivers (1962), pod pseudonimem L.T. Woodward
- Philosopher of Evil: The Life and Works of the Marquis de Sade (1962), pod pseudonimem Walter Drummond
- Lost Cities and Vanished Civilizations (1962)
- Virgin Wives (1962), pod pseudonimem L.T. Woodward
- Four-Time Loser (1962)
- How to Spend Money (1963), pod pseudonimem Walter Drummond
- Twilight Women (1963), pod pseudonimem L.T. Woodward
- You and Your Sex Life (1963), pod pseudonimem L.T. Woodward
- Sex and the Armed Forces (1963), pod pseudonimem L.T. Woodward
- Empires in the Dust: Ancient Civilizations Brought to Light (1963)
- The Fabulous Rockefellers (1963)
- Fifteen Battles That Changed the World (1963)
- The History of Surgery (1963), pod pseudonimem L.T. Woodward
- Sunken History: The Story of Underwater Archaeology (1963)
- Home of the Red Man: Indian North America before Columbus (1963)
- Sex and the Divorced Woman (1964), pod pseudonimem L.T. Woodward
- Taste of Power (1964), wraz z Mildred Nelson
- Sadism (1964), pod pseudonimem L.T. Woodward
- 1066 (1964), pod pseudonimem Franklin Hamilton
- Great Adventures in Archaeology (1964)
- The Great Doctors (1964)
- Akhnaten: The Rebel Pharaoh (1964)
- The Loneliest Continent: The Story of Antarctic Discovery (1964), pod pseudonimem Walker Chapman
- Man Before Adam: The Story of Man in Search of Origins (1964)
- The Man Who Found Nineveh (1964)
- Antarctic Conquest: The Great Explorers in Their Own Words (1965)
- I Am a Nymphomaniac (1965), pod pseudonimem L.T. Woodward
- The Labors of Hercules (1965), pod pseudonimem Paul Hollander
- The Crusades (1965)
- The Golden Dream: Seekers of El Dorado (1965)
- The Great Wall of China (1965)
- Niels Bohr: The Man Who Mapped the Atom (1965)
- The Old Ones: Indians of the American Southwest (1965)
- Men Who Mastered the Atom (1965)
- Scientists and Scoundrels: A Book of Hoaxes (1965)
- Socrates (1965)
- The World of Coral (1965)
- Rivers: A Book to Begin On (1966), pod pseudonimem Lee Sebastian
- To the Rock of Darius: The Story of Henry Rawlinson (1966)
- The Hopefuls: Ten Presidential Campaigns (1966), pod pseudonimem Lloyd Robinson
- Leaders of Labor (1966), pod pseudonimem Roy Cook
- Bridges (1966)
- Frontiers in Archeology (1966)
- Forgotten by Time: A Book of Living Fossils (1966)
- Kublai Khan: Lord of Xanadu (1966), pod pseudonimem Walker Chapman
- The Long Rampart: The Story of the Great Wall of China (1966)
- Challenge for a Throne: The Wars of the Roses (1967), pod pseudonimem Franklin Hamilton
- Light for the World: Edison and the Power of Electricity (1967)
- The Adventures of Nat Palmer: Antarctic Explorer and Clipper Ship Pioneer (1967)
- The Auk, the Dodo, and the Oryx: Vanished and Vanishing Creatures (1967)
- The Dawn of Medicine (1967)
- Sophisticated Sex Techniques in Marriage (1967), pod pseudonimem L.T. Woodward
- The Morning of Mankind: Prehistoric Man in Europe (1967)
- Men Against Time: Salvage Archaeology in the United States (1967)
- The Search for Eldorado (1967), pod pseudonimem Walker Chapman
- The World of the Rain Forests (1967)
- The World of the Ocean Depths (1968)
- Four Men Who Changed the Universe (1968)
- Ghost Towns of the American West (1968)
- The South Pole: A Book to Begin On (1968), pod pseudonimem Lee Sebastian
- The Stolen Election: Tilden vs. Hayes, 1876 (1968), pod pseudonimem Lloyd Robinson
- Stormy Voyager (1968)
- Mound Builders of Ancient America: The Archaeology of a Myth (1968)
- Sam Houston (1968), pod pseudonimem Paul Hollander
- The Challenge of Climate: Man and His Environment (1969)
- Vanishing Giants: the Story of the Sequoias (1969)
- Wonders of Ancient Chinese Science (1969)
- The World of Space (1969)
- If I Forget Thee, O Jerusalem (1970)
- Mammoths Mastodons and Man (1970)
- The Seven Wonders of the Ancient World (1970)
- The Pueblo Revolt (1970)
- To the Western Shore: Growth of the United States (1971)
- Into Space: A Young Person's Guide to Space Exploration (1971), wraz z Arthurem C. Clarkiem
- Before the Sphinx: Early Egypt (1971)
- Clocks for the Ages: How Scientists Date the Past (1971)
- John Muir, Prophet Among the Glaciers (1972)
- The Longest Voyage: Circumnavigation in the Age of Discovery (1972)
- The World Within the Ocean Wave (1972)
- The World Within the Tide Pool (1972)
- The Realm of Prester John (1972)
- Drug Themes in Science Fiction (1974)
- The Mound Builders (1974)

## Zbiory opowiadań
- Godling, Go Home!  (1964)
- To Worlds Beyond (1965)
- Needle in a Timestack [pierwsza wersja] (1966)
- The Calibrated Alligator and Other Science Fiction Stories (1969)
- Dimension Thirteen (1969)
- The Cube Root of Uncertainty (1970)
- Parsecs and Parables (1970)
- Moonferns and Starsongs (1971)
- The Reality Trip and Other Implausibilities (1972)
- Earth’s Other Shadow (1973)
- Valley Beyond Time (1973)
- Unfamiliar Territory (1973)
- Rodzimy się z umarłymi (Born with the dead, 1974, w Polsce w 1993 roku), Zawiera opowiadania: Rodzimy się z umarłymi, Thomas Prorok, Odchodząc
- Sundance and Other Science Fiction Stories (1974)
- Sunrise on Mercury (1975)
- The Feast of St. Dionysus (1975)
- The Best of Robert Silverberg (1976)
- Capricorn Games (1976)
- Trips (1976)
- The Shores of Tomorrow (1976)
- Next Stop the Stars (1977)
- The Best of Robert Silverberg, Volume 1 (1978)
- The Best of Robert Silverberg Volume 2 (1978)
- Needle in a Timestack [druga wersja] (1979)
- The Songs of Summer (1979)
- Invaders from Earth and To Worlds Beyond (1980)
- World of a Thousand Colors (1982)
- The Conglomeroid Cocktail Party (1984)
- Beyond the Safe Zone lub The Collected Stories of Robert Silverberg Volume 3 (1986)
- Basileus (w Polsce w 1987 roku), Zawiera opowiadania: Basileus, Szósty pałac, Wycieczka na koniec świata, Handlarze bólem, Muchy, Pasażerowie, Zobaczyć niewidzialnego, Dobre wieści z Watykanu, Malarz duszy i zmieniacz kształtów, Taniec w słońcu, Człowiek pełen ciepła.
- Pluto in the Morning Light lub The Collected Stories of Robert Silverberg Volume 1 (1992)
- Secret Sharers lub The Collected Stories of Robert Silverberg Volume 1 (1992)
- Autostrada w mrok (The Secret Sharer lub The Collected Stories of Robert Silverberg Volume 2, 1993), Zawiera opowiadania: Tajemny gość, Teby stu bram, Autostrada w mrok – w Polsce w 1993 roku
- The Road to Nightfall lub The Collected Stories of Robert Silverberg Volume 4 (1996)
- Reflections and Refractions (1997)
- Ringing the Changes lub The Collected Stories of Robert Silverberg Volume 5 (1997)
- Valentine of Majipoor (1999)
- Lion Time in Timbuctoo lub The Collected Stories of Robert Silverberg Volume 6 (2000)
- Pożeglować do Bizancjum (Sailing to Byzantium, 2000), Zawiera opowiadania: Gilgamesz na Pustkowiu, Pasażerowie, Skrzydła nocy, Na scenę wkracza żołnierz. A po nim wkracza drugi, Rodzimy się zmarłymi, Dobre wieści z Watykanu, Pożeglować do Bizancjum – w Polsce w 2003 roku
- Cronos (2001)
- Hawksbill Times Two (2002)
- Other Dimensions (2003)
- Phases of the Moon (2004)

## Antologie (redagowane przez R. Silverberga)
- A Pair from Space (1958)
- Earthmen and Strangers (1966)
- Voyagers in Time (1967)
- Men and Machines (1968)
- Dark Stars (1969)
- Three for Tomorrow (1969)
- Tomorrow’s Worlds (1969)
- Alpha 1 (1970)
- The Ends of Time (1970)
- Great Short Novels of Science Fiction (1970)
- The Mirror of Infinity (1970)
- Science Fiction Hall of Fame Volume 1 (1970)
- Worlds of Maybe (1970)
- Alpha 2 (1971)
- Four Futures (1971)
- Mind to Mind (1971)
- New Dimensions 1 (1971)
- To the Stars (1971)
- Alpha 3 (1972)
- Beyond Control (1972)
- The Day the Sun Stood Still (1972)
- Invaders from Space (1972)
- New Dimensions 2 (1972)
- Alpha 4 (1973)
- Chains of the Sea (1973)
- Deep Space (1973)
- New Dimensions 3 (1973)
- No Mind of Man (1973)
- Other Dimensions (1973)
- Three Trips in Time and Space (1973)
- Alpha 5 (1974)
- Infinite Jests (1974)
- Mutants (1974)
- New Dimensions 4 (1974)
- The Science Fiction Bestiary (1974)
- Threads of Time (1974)
- Epoch (1975)
- Explorers of Space (1975)
- The New Atlantis (1975)
- Strange Gifts (1975)
- Alpha 6 (1976)
- The Aliens (1976)
- The Crystal Ship (1976)
- Alpha 7 (1977)
- Alpha 8 (1977)
- Earth Is the Strangest Planet (1977)
- Galactic Dreamers (1977)
- The Infinite Web (1977)
- New Dimensions 7 (1977)
- Triax (1977)
- Trips in Time (1977)
- Alpha 9 (1978)
- Lost Worlds, Unknown Horizons (1978)
- New Dimensions 8 (1978)
- The Androids Are Coming (1979)
- The Best of New Dimensions (1979)
- Dawn of Time: Prehistory through Science Fiction (1979)
- The Edge of Space (1979)
- New Dimensions 9 (1979)
- The Arbor House Treasury of Great Science Fiction Short Novels (1980)
- The Arbor House Treasury of Modern Science Fiction (1980)
- New Dimensions 10 (1980)
- New Dimensions 11 (1980)
- The Science Fictional Dinosaur (1982)
- The Arbor House Treasury of Science Fiction Masterpieces (1983)
- The Fantasy Hall of Fame (1983)
- Great Tales of Science Fiction (1983)
- Nebula Award Stories 18 (1983)
- Great Science Fiction of the 20th Century (1987)
- Neanderthals: Isaac Asimov’s Wonderful Worlds of Science Fiction, No 6 (1987)
- Robert Silverberg's Worlds of Wonder (1987)
- Time Gate (1989)
- Time Gate 2: Dangerous Interfaces (1990)
- Beyond the Gate of Worlds (1991)
- The Ultimate Dinosaur (1991)
- Murasaki (1993)
- A Century of Fantasy 1980–1989 (1997)
- A Century of Science Fiction: 1950–1959 (1997)
- The Official Fantasy Hall of Fame (1998)
- Legendy (Legends, 1998, wyd. polskie 1999)
- Dalekie horyzonty (Far Horizons, 1999, wyd. polskie 2000)
- Destination 3001 (2001)
- Great SF Stories 26: 1964 (2001)
- Science Fiction 101 (2001)
- Science Fiction: The Best of 2001 (2002)
- Between Worlds (2004)
- Legendy II (Legends II, 2004, wyd. polskie 2004)

## Opowiadania
- Gorgon Planet lub The Fight with the Gorgon (1954)
- Hopper (1954)
- Road to Nightfall (1954)
- The Silent Colony (1954)
- The Martian (1955)
- The Songs of Summer (1955)
- Yokel with Portfolio (1955)
- Absolutely Inflexible (1956)
- The Alien Dies at Dawn (1956)
- Always (1956)
- Bat-Shy (1956)
- Battle for the Thousand Suns (1956)
- Beanball Hurler (1956)
- The Beast with Seven Tails (1956)
- Calling Captain Flint (1956)
- Catch a Thief (1956)
- Choke Chain (1956)
- The Chosen People (1956)
- Collecting Team lub Catch 'Em All Alive! (1956)
- The Dessicator (1956)
- Deus Ex Machina (1956)
- Double Dare (1956)
- Dream Girl (1956)
- Entrance Exam (1956)
- False Prophet (1956)
- The Final Challenge (1956)
- Gambler's Planet (1956)
- The Girl from Bodies, Inc. (1956)
- The Great Kladnar Race (1956)
- Guardian of the Crystal Gate (1956)
- Hole in the Air (1956)
- The Hunted Heroes (1956)
- The Judas Valley (1956)
- Lair of the Dragonbird (1956)
- The Lonely One (1956)
- Look Homeward, Spaceman (1956)
- The Macauley Circuit (1956)
- Man of Many Bodies (1956)
- A Man of Talent (1956)
- The Man with Talent (1956)
- Mind for Business (1956)
- The Monster Died at Dawn (1956)
- The Mummy Takes a Wife (1956)
- No Future in This (1956)
- No Trap for the Keth (1956)
- O Captain, My Captain (1956)
- The Promised Land (1956)
- Revolt of the Synthetics (1956)
- The Rivals (1956)
- Run of Luck (1956)
- Secret of the Green Invaders (1956)
- The Secret of the Shan (1956)
- The Secret Weapon of Titipu (1956)
- The Skag Castle (1956)
- Slaves of the Star Giants (1956)
- The Slow and the Dead (1956)
- Sound Decision (1956)
- Sourdough (1956)
- Stay Out of My Grave (1956)
- Stretch Drive (1956)
- This Isn't Last Year (1956)
- To Be Continued (1956)
- Tools of the Trade (1956)
- Vault of the Ages (1956)
- Venus Trap (1956)
- Walkdown (1956)
- The Winds of Siros (1956)
- A Woman's Right (1956)
- Age of Anxiety (1957)
- The Ambassador's Pit (1957)
- And the Walls Came Tumbling Down (1957)
- The Android Kill (1957)
- Anything His Heart Desires (1957)
- The Artifact Business (1957)
- The Assassin (1957)
- Bedroom Blonde (1957)
- Big Time Operator (1957)
- Blaze of Glory (1957)
- Bleekman's Planet (1957)
- The Blue Plague (1957)
- Call Me Zombie! (1957)
- Chalice of Death (1957)
- Citadel of Darkness (1957)
- Clinging Vine (1957)
- Cosmic Kill (1957)
- Critical Threshold (1957)
- The Dead World (1957)
- Deadly Decoy (1957)
- Death’s Planet (1957)
- Earth Shall Live Again (1957)
- Educating Kathy (1957)
- Egghead on the Diamond (1957)
- En Route to Earth (1957)
- An Enemy of Peace (1957)
- Father Image (1957)
- First Kill (1957)
- The Flame and the Hammer (1957)
- Force of Mortality (1957)
- Forgotten World (1957)
- Freak Show (1957)
- Galactic Thrill Kids (1957)
- Get Out and Stay Out (1957)
- Godling, Go Home!  (1957)
- Goon Boy (1957)
- The Guest Rites (1957)
- The Happy Unfortunate (1957)
- Hard, Cold and All Death (1957)
- Harwood's Vortex (1957)
- Hero from Yesterday (1957)
- Hidden Talent (1957)
- His Head in the Clouds (1957)
- Home to Momma (1957)
- Hot Heiress (1957)
- Hot Trip for Venus (1957)
- House Operator (1957)
- Housemaid No. 103 (1957)
- The Hunters of Cutwold (1957)
- The Incomplete Theft (1957)
- It's Always Night (1957)
- Lady with a .38 (1957)
- The Lunatic Planet (1957)
- The Man Who Hated Noise (1957)
- Misfit (1957)
- Monday Immortal (1957)
- The Mystery of Deneb IV (1957)
- Neutral Planet (1957)
- New Men for Mars (1957)
- New Year’s Eve, 2000 (1957)
- The Nudes of Quendar III (1957)
- The Old Man (1957)
- One-Way Journey (1957)
- Outcast of the Stars (1957)
- Outfield Outlaw (1957)
- Outpost Peril (1957)
- Overlord of Colony Eight (1957)
- Peeping Tom (1957)
- Pirates of the Void (1957)
- Postmark Ganymede (1957)
- Precedent (1957)
- Quick Freeze (1957)
- Reality Unlimited (1957)
- Rescue Mission (1957)
- Run of the Mill (1957)
- A Season for Remorse (1957)
- Ship-Shape Pay-Off lub Pay Up or Else (1957)
- The Shrines of Earth (1957)
- The Silent Invaders (1957)
- Slaughter on Dornel IV (1957)
- Solitary (1957)
- Spawn of the Deadly Sea (1957)
- Starship Saboteur (1957)
- Sunrise on Mercury (1957)
- Sweet and Deadly (1957)
- Swords Against the Outworlders (1957)
- This World Must Die!  (1957)
- Three Survived (1957)
- Thunder over Starhaven (1957)
- A Time for Revenge (1957)
- Twelve Hours to Blow! (1957)
- The Ultimate Weapon (1957)
- Valley Beyond Time (1957)
- Warm Man (1957)
- Wednesday Morning Sermon (1957)
- The Werewolf Gambit (1957)
- Why? (1957)
- A Woman on the Side (1957)
- Woman's World (1957)
- World of a Thousand Colors (1957)
- 3117 Half-Credit Uncirculated (1958)
- An Ace of Spades for Death (1958)
- The Aliens Were Haters (1958)
- All the King’s Horses (1958)
- The Big Kick (1958)
- Birds of a Feather (1958)
- Castaways of Space (1958)
- A Certain Answer (1958)
- Coffins Are for Corpses lub Back from the Grave (1958)
- The Cold-Blooded Ones (1958)
- Constabulary Duty (1958)
- Crossroads of the Ghouls (1958)
- Deathride of Desire (1958)
- Decision Final (1958)
- Dig That Crazy Scientist (1958)
- Doublecrosser's Daughter (1958)
- Drunken Sailor (1958)
- Eve and the Twenty-Three Adams (1958)
- Exiled from Earth (1958)
- Find Me a Victim (1958)
- The Fires Die Down (1958)
- The Four (1958)
- Frontier Planet (1958)
- Fueling Stop (1958)
- Gateway to Terror (1958)
- Grown-Up Kid Gang (1958)
- The Happy Sleepers (1958)
- Heap Big Medicine lub Strong Waters (1958)
- Heir Reluctant (1958)
- Homecoming Horde (1958)
- Hunt the Space-Witch! (1958)
- I'll Be Glad When You're Dead [1] (1958)
- In Gratitude lub There Was an Old Woman... (1958)
- Invasion Vanguard (1958)
- The Iron Chancellor (1958)
- The Isolationists (1958)
- Let Him Sweat (1958)
- A Little Intelligence (1958)
- The Lure of Galaxy (1958)
- A Madman on Board (1958)
- The Man Who Believed in Werewolves (1958)
- The Man Who Never Forgot (1958)
- Menace from Vega (1958)
- Mobster on the Make (1958)
- Mousetrapped (1958)
- Naked in the Lake (1958)
- Never Trust a Stripper (1958)
- Never Trust a Thief! (1958)
- No Way Out (1958)
- The Overlord's Thumb (1958)
- Ozymandias (1958)
- Passport to Sirius (1958)
- A Planet All My Own (1958)
- Planet of Parasites (1958)
- Point of Focus (1958)
- Prime Commandment (1958)
- Prison Planet (1958)
- The Reluctant Traitor (1958)
- Russian Roulette (1958)
- Secrets of the Torture Cult (1958)
- The Seed of Earth lub Journey's End (1958)
- Shadow on the Stars (1958)
- Slaves of the Tree (1958)
- Slice of Life (1958)
- Snatch Me, Sweetheart (1958)
- Someone Is Watching You (1958)
- Spacerogue (1958)
- This Is Your Death (1958)
- Traitor Legion (1958)
- The Unique and Terrible Compulsion (1958)
- Unknown Soldier of Space (1958)
- Malnutrition lub Alaree (1958)
- The Untouchables (1958)
- Vengeance of the Space Armadas (1958)
- Voyage to Procyon (1958)
- The Wages of Death (1958)
- We, the Marauders (1958)
- The Woman You Wanted (1958)
- A World Called Sunrise (1958)
- Appropriation (1959)
- Beasts of Nightmare Horror (1959)
- Big, Tough Kids (1959)
- The Blonde and the Brute (1959)
- Blood in the Streets (1959)
- Bloody Saturday (1959)
- Certainty (1959)
- Collision Course (1959)
- Company Store (1959)
- The Cool Cats (1959)
- Counterpart (1959)
- A Cry for Help (1959)
- The Day the Monsters Broke Loose (1959)
- Deadlock (1959)
- Death of a Gigolo (1959)
- Death of an Ex-Ruralite (1959)
- Delivery Guaranteed (1959)
- Demons of Cthulhu (1959)
- Don't Cheat on Me (1959)
- Don't Slap Kids (1959)
- The Doomsday Book Murders (1959)
- Earthman's Burden (1959)
- Eye of the Beholder (1959)
- Guardian Devil (1959)
- Hi Diddle Diddle! (1959)
- His Brother's Weeper (1959)
- Hollywood Homicide (1959)
- The Horror in the Attic (1959)
- Hot-Rod Hoodlum (1959)
- The Hot-Rod Jungle (1959)
- I'll Be Glad When You're Dead [2] (1959)
- I'll Cut You to Ribbons (1959)
- The Impossible Intelligence (1959)
- The Insidious Invaders (1959)
- Jailbait Girl (1959)
- Joyride to Hell (1959)
- Keep Away From My Daughter (1959)
- Kill That Babe (1959)
- Leisure Class (1959)
- The Loathsome Beasts (1959)
- Man in a Cheap Hotel (1959)
- The Middle-Aged Rookie (1959)
- The Monsters Came by Night (1959)
- Monsters That Once Were Men (1959)
- The Moon Is New (1959)
- Mournful Monster (1959)
- MUgwump Four (1959)
- New Girl in the Gang (1959)
- One Girl Too Many (1959)
- One Night of Violence (1959)
- The Outbreeders (1959)
- Planet of the Angry Giants (1959)
- Re-conditioned Human (1959)
- A Slob Can Hate (1959)
- There’s No Place Like Space (1959)
- The Thing Behind Hell's Door (1959)
- Thirst for Vengeance (1959)
- Too Easy Pickup (1959)
- Translation Error (1959)
- The Undertaker's Sideline (1959)
- Vampires from Outer Space (1959)
- Vanishing Act (1959)
- The Vicious Babysitter (1959)
- Voodoo Woman (1959)
- Waters of Forgetfulness (1959)
- When the Hoods Walked In (1959)
- Which Was the Monster? (1959)
- Window Peeper (1959)
- Winner Takes All (1959)
- Wizard with a Switchblade (1959)
- The World He Left Behind Him (1959)
- A World of His Own (1959)
- You Can't Cheat Death’s Demon (1959)
- You Do Something to Me (1959)
- Beatnik Killer (1960)
- Boy with a Gun (1960)
- The Calibrated Alligator (1960)
- Cat on the Roof (1960)
- Cold, Calculated Murder (1960)
- Dangerous Doll (1960)
- Death of a B-Girl (1960)
- Girl from His Past (1960)
- Girl in the Thunderbird (1960)
- Hard-Hearted Woman (1960)
- Hot-Rod Hellcats (1960)
- I'm Not Chicken (1960)
- Man on the Run (1960)
- Miami Woman (1960)
- Motel Girl (1960)
- The Pawnbroker (1960)
- Play It Cool (1960)
- Psycho Killer (1960)
- Real Tough Break (1960)
- See You in Hell (1960)
- The Still Small Voice (1960)
- Stress Pattern (1960)
- Subterfuge (1960)
- Sweet Little Racket (1960)
- Too Lovely to Live (1960)
- You Don't Own Me (1960)
- You've Had It, Man (1960)
- Beatnik Wife (1961)
- Crime of Passion (1961)
- Dark Companion (1961)
- Deadly Call Girl (1961)
- Death behind the Door (1961)
- Death of a Gambler (1961)
- Double Steal (1961)
- The Farmer's Daughter (1961)
- I Can't Die Now (1961)
- I Don t Want No Trouble (1961)
- It's a Tough World (1961)
- Kidnapped Beauty (1961)
- The Killer and the Blonde (1961)
- The Man Who Came Back (1961)
- The Man with My Face (1961)
- Murder of a Beatnik (1961)
- The Naked Killer (1961)
- Prowler and the Girl (1961)
- Too Expensive a Woman (1961)
- The Tough Guy (1961)
- Old Spacemen lub The Old Man (1962)
- The Stag Movie Murder (1962)
- Too Much Blood on the Mink (1962)
- The Nature of the Place (1963)
- The Pain Peddlers (1963)
- The Shadow of Wings (1963)
- To See the Invisible Man (1963)
- The Unbeliever (1963)
- Neighbor (1964)
- At the End of Days (1965)
- Blue Fire (1965)
- The Sixth Palace (1965)
- The Warriors of Light (1965)
- Halfway House (1966)
- Lazarus Come Forth! (1966)
- Moon of Death (1966)
- Open the Sky lub To Open the Sky (1966)
- Where the Changed Ones Go (1966)
- Bride Ninety-One (1967)
- By the Seawall (1967)
- Flies (1967)
- Hawksbill Station (1967)
- The King of the Golden River (1967)
- King of the Golden World lub The King of the Golden River (1967)
- As Is (1968)
- The Fangs of the Trees (1968)
- Going Down Smooth (1968)
- Nightwings (1968)
- Passengers (1968)
- Perris Way lub Among the Rememberers (1968)
- To the Dark Star (1968)
- After the Myths Went Home (1969)
- How It Was When the Past Went Away (1969)
- The Road to Jorslem lub To Jorslem (1969)
- Sundance (1969)
- Black Is Beautiful (1970)
- A Happy Day in 2381 (1970)
- In the Beginning (1970)
- Ishmael in Love (1970)
- The Pleasure of Our Company lub The Pleasure of Their Company (1970)
- The Pleasure of Their Company (1970)
- The Reality Trip (1970)
- Ringing the Changes (1970)
- The Song the Zombie Sang (1970)
- The Throwbacks (1970)
- We Are Well Organized (1970)
- We Know Who We Are (1970)
- The World Outside (1970)
- All the Way Up, All the Way Down (1971)
- Going (1971)
- Good News from the Vatican (1971)
- In Entropy's Jaws (1971)
- Something Wild Is Loose (1971)
- Caliban (1972)
- Caught in the Organ Draft (1972)
- (Now+n)(Now-n) (1972)
- Push No More (1972)
- Thomas the Proclaimer (1972)
- What We Learned from This Morning's Newspaper (1972)
- When We Went to See the End of the World (1972)
- Breckenridge and the Continuum (1973)
- The Feast of St. Dionysus (1973)
- Getting Across (1973)
- In the Group (1973)
- Many Mansions (1973)
- Ms. Found in an Abandoned Time Machine (1973)
- The Mutant Season (1973)
- The Mutant Weapon lub The Mutant Season (1973)
- The Science Fiction Hall of Fame (1973)
- Ship-Sister, Star-Sister (1973)
- Some Notes on the Pre-Dynastic Epoch (1973)
- This Is the Road (1973)
- The Wind and the Rain (1973)
- Capricorn Games (1974)
- The Day the Founder Died (1974)
- The Dybbuk of Mazel Tov IV (1974)
- House Divided (1974)
- In the House of Double Minds (1974)
- Schwartz Between the Galaxies (1974)
- A Sea of Faces (1974)
- The Sorceror's Shop (1974)
- Trips (1974)
- The Weight Watcher (1975)
- Calintane Explains (1980)
- Our Lady of the Sauropods (1980)
- The Desert of Stolen Dreams (1981)
- How They Pass the Time in Pelpel (1981)
- In the Fifth Year of the Voyage (1981)
- The Palace at Midnight (1981)
- The Regulars (1981)
- The Soul-Painter and the Shapeshifter (1981)
- A Thief in Ni-moya (1981)
- A Thousand Paces Along the Via Dolorosa (1981)
- Waiting for the Earthquake (1981)
- Among the Dream Speakers (1982)
- At the Conglomeroid Cocktail Party (1982)
- The Changeling (1982)
- Crime and Punishment (1982)
- The Far Side of the Bell-Shaped Curve (1982)
- Gianni (1982)
- Jennifer's Lover (1982)
- The Man Who Floated in Time (1982)
- Not Our Brother (1982)
- The Pope of the Chimps (1982)
- Thesme and the Ghayrog (1982)
- The Time of the Burning (1982)
- The Trouble with Sempoanga (1982)
- Voriax and Valentine (1982)
- Amanda and the Alien (1983)
- Basileus (1983)
- Dancers in the Time-Flux (1983)
- The Election (1983)
- Homefaring (1983)
- Multiples (1983)
- Needle in a Timestack (1983)
- The Affair lub Snake and Ocean, Ocean and Snake (1984)
- Gate of Horn, Gate of Ivory (1984)
- Hail to the Chief (1984)
- Sailing to Byzantium (1984)
- Tourist Trade (1984)
- Sunrise on Pluto (1985)
- Symbiont (1985)
- Against Babylon (1986)
- Blindsight (1986)
- Gilgamesh in the Outback (1986)
- Watchdog (1986)
- The Fascination of the Abomination (1987)
- Hardware (1987)
- Pardoner's Tale (1987)
- The Secret Sharer (1987)
- At Winter's End (1988)
- The Dead Man’s Eyes (1988)
- Gilgamesh in Uruk (1988)
- Hannibal's Elephants (1988)
- House of Bones (1988)
- The Iron Star (1988)
- We Are for the Dark (1988)
- The Asenion Solution (1989)
- Batman in Nighttown (1989)
- Chip Runner (1989)
- Enter a Soldier. Later: Enter Another (1989)
- In Another Country (1989)
- A Sleep and a Forgetting (1989)
- Tales from the Venia Woods (1989)
- To the Promised Land (1989)
- The Catch (1990)
- Greenhouse Days on the High Seas (1990)
- Hot Sky (1990)
- Lion Time in Timbuctoo (1990)
- They Hide, We Seek (1990)
- The Clone Zone (1991)
- The Face of the Waters (1991)
- Hunters in the Forest (1991)
- In the Clone Zone lub The Clone Zone (1991)
- Last Surviving Veteran of the War of San Francisco (1991)
- An Outpost of the Empire (1991)
- A Tip on a Turtle (1991)
- It Comes and Goes (1992)
- A Long Night’s Vigil at the Temple (1992)
- Looking for the Fountain (1992)
- The Perfect Host (1992)
- Two at Once (1992)
- The Way to Spook City (1992)
- Kingdoms of the Wall (1993)
- The Sri Lanka Position (1993)
- Via Roma (1994)
- Crossing into the Empire (1995)
- The Dragon on the Bookshelf (1995)
- Hot Times in Magma City (1995)
- The Red Blaze Is the Morning (1995)
- The Second Shield (1995)
- Death Do Us Part (1996)
- Diana of the Hundred Breasts (1996)
- The Martian Invasion Journals of Henry James (1996)
- The Tree That Grew from the Sky (1996)
- Beauty in the Night (1997)
- Call Me Titan (1997)
- The Church at Monte Saturno (1997)
- On the Inside (1997)
- The Colonel in Autumn (1998)
- The Seventh Shrine (1998)
- Waiting for the End (1998)
- Getting to Know the Dragon (1999)
- A Hero of the Empire (1999)
- A Killing Light (1999)
- The Millennium Express (2000)
- Pluto Story (2000)
- Travelers (2000)
- The Reign of Terror (2002)
- The Second Wave (2002)
- With Caesar in the Underworld (2002)
- The Book of Changes (2003)
- The Colonel Returns to the Stars (2004)
- The Sorcerer’s Apprentice (2004)
- A Piece of the Great World (2005)